# المفوضيات البابوية
المصطلح المفوضيات البابوية بالمعنى الإقليمي يشير إلى بعض المناطق الإدارية الشمالية في الدولة البابوية وبالأخص «المفوضيات» التالية: فيرارا وبولونيا ورومانيا. في عام 1860 وبعد حرب الاستقلال الإيطالية الثانية انضمت هذه المفوضيات البابوية إلى مملكة سردينيا من خلال استفتاء عام.

## راجع أيضاً
- المقاطعات المتحدة في إيطاليا الوسطى